# Gran Premi d'Itàlia del 1966
Resultats del Gran Premi d'Itàlia de Fórmula 1 de la temporada 1966 disputat al circuit de Monza el 4 de setembre del 1966.

## Resultats
| Pos | No | Pilot               | Equip             | Voltes | Temps/ Retirada          | Pos. de sortida | Punts |
| --- | -- | ------------------- | ----------------- | ------ | ------------------------ | --------------- | ----- |
| 1   | 6  | Ludovico Scarfiotti | Ferrari           | 68     | 1h 47' 14. 8             | 2               | 9     |
| 2   | 4  | Mike Parkes         | Ferrari           | 68     | + 5.8 segons             | 1               | 6     |
| 3   | 12 | Denny Hulme         | Brabham - Repco   | 68     | + 6.1 segons             | 10              | 4     |
| 4   | 16 | Jochen Rindt        | Cooper - Maserati | 67     | + 1 Volta                | 8               | 3     |
| 5   | 42 | Mike Spence         | Lotus - BRM       | 67     | + 1 Volta                | 14              | 2     |
| 6   | 40 | Bob Anderson        | Brabham - Climax  | 66     | + 2 Voltes               | 15              | 1     |
| 7   | 48 | Bob Bondurant       | BRM               | 65     | + 3 Voltes               | 18              |       |
| 8   | 24 | Peter Arundell      | Lotus - BRM       | 63     | Motor                    | 13              |       |
| 9   | 20 | Geki                | Lotus - Climax    | 63     | + 5 Voltes               | 20              |       |
| NC  | 44 | Giancarlo Baghetti  | Ferrari           | 59     | No Classificat           | 16              |       |
| Ret | 22 | Jim Clark           | Lotus - BRM       | 58     | Caixa canvi              | 3               |       |
| Ret | 36 | Jo Siffert          | Cooper - Maserati | 46     | Motor                    | 17              |       |
| Ret | 2  | Lorenzo Bandini     | Ferrari           | 33     | Encesa                   | 5               |       |
| Ret | 14 | John Surtees        | Cooper - Maserati | 31     | Pèrdua de combustible    | 4               |       |
| Ret | 18 | Richie Ginther      | Honda             | 16     | Accident                 | 7               |       |
| Ret | 10 | Jack Brabham        | Brabham - Repco   | 7      | Pèrdua d'oli             | 6               |       |
| Ret | 30 | Dan Gurney          | Eagle - Weslake   | 7      | Motor                    | 19              |       |
| Ret | 28 | Jackie Stewart      | BRM               | 5      | Prob. amb el combustible | 9               |       |
| Ret | 38 | Jo Bonnier          | Cooper - Maserati | 3      | Accelerador              | 12              |       |
| Ret | 26 | Graham Hill         | BRM               | 0      | Motor                    | 11              |       |
| NVQ | 34 | Phil Hill           | Eagle - Climax    |        |                          |                 |       |
| NVQ | 32 | Chris Amon          | Brabham - BRM     |        |                          |                 |       |

## Altres
- Pole: Mike Parkes 1' 31. 3

- Volta ràpida: Ludovico Scarfiotti 1' 32. 4 (a la volta 49)